# Ribu Film
«Ри́бу Филм» (нем. Ribu Film) — немецкая компания по производству порнофильмов, основанная в 1975 году Вернером Риттербушем, взявшим на себя продюсерские функции. Название компании образовано от его фамилии (РИттерБУш). Головной офис компании находится в Гамбурге.
Ribu стала первой немецкой студией, вышедшей на международный рынок после смягчения ответственности за распространение порнографии. При этом производство собственных фильмов через несколько лет отошло на второй план, и компания занялась дистрибуцией зарубежных фильмов (в основном французских и американских), при этом дублируя их на немецкий язык и переименовывая.
Фильмы Ribu в основном относятся к следующим жанрам: point of view shot, кастинг, садомазохизм, домашнее видео и классическое порно.
Среди актёров, снимавшихся в фильмах, изданных под маркой студии, были: Рон Джереми, Джордж Пейн, Пол Томас, Джон Холмс, Трейси Лордз, Ги Руа, Ришар Ален, Уши Карнат, Саманта Фокс, Мэрилин Джесс, Джульет Андерсон, Олинка Хардиман, Ванесса дель Рио, Кэнди Сэмплз, Май Лин, Эрик Эдвардс, Джерри Батлер, Дэвид Скотт, Бриджит Ляэ, Вероника Харт, Эмбер Линн. В настоящее время в фильмах Ribu заняты по большей части любители.
Ныне фильмы студии проходят по разряду классических.

## Избранная фильмография[1]
- 1977. Laura’s Gelüste.
- 1979. Ekstasen, Mädchen und Millionen.
- 1980. Internatsgeheimnisse junger Mädchen (Pensionnat de jeunes filles).
- 1980. Exzesse in der Frauenklinik (La Clinique des fantasmes)[2].
- 1980. California Cats (Skin on Skin).
- 1981. Hard Erections (Tale of Tiffany Lust).
- 1982. Die Nackten und die Reichen (Vacances а Ibiza).
- 1982. Jailhouse Sex (Prison très spéciales pour femmes)[3].
- 1982. Sweet Young Girls (Les Petites nymphettes).
- 1982. Wild Playgirls (Parfums de lingeries intimes).
- 1982. Scheherazade: 1001 Erotic Nights (1001 Erotic Nights).
- 1982. Sweet Sexy Slips (Petites culottes chaudes et mouillées).
- 1983. French Satisfaction (Hôtesses très spéciales).
- 1984. Der Frauenarzt vom Place Pigalle (Les Patientes du gynecologue).
- 1984. Exzesse in der Schönheitsfarm (Fantasmes de femmes)[4].
- 1984. Diamond Baby (La Chatte aux tresors)[5].
- 1985. Nena — Das geile Biest von nebenan — Teil 1-4 (Taboo American Style 1-4).